# Wolziger See (Zossen)
Der Wolziger See ist ein etwa 65 Hektar großer See auf dem Gebiet der Stadt Zossen im brandenburgischen Landkreis Teltow-Fläming in Deutschland. 

## Geographische

### Lage
Der Wolziger See liegt im südlichen Teil des Gemeindegebietes der Stadt Zossen. Er gehört zum Ortsteil Lindenbrück. Am Ostufer des Sees  liegt der Gemeindeteil Funkenmühle des Ortsteils Lindenbrück, im Süden grenzt Lindenbrück an den See und im Westen liegt der Ortsteil Wünsdorf mit seinem Gemeindeteil Neuhof. Er ist kein Badesee.

### Hydrographische Verhältnisse
Der Wolziger See ist maximal 1,5 Kilometer lang und an seiner breitesten Stelle knapp 600 Meter breit. Der nördliche Seeteil ist bereits vom Hauptteil durch einen Schilfgürtel abgeschnürt. Es hat einen kleinen Zufluss vom Kleinen Zeschsee sowie einen Abfluss zum Großen Wünsdorfer See. Der Seespiegel liegt durchschnittlich bei 38,3 m ü. NN.